# Elementos predichos por Mendeléyev

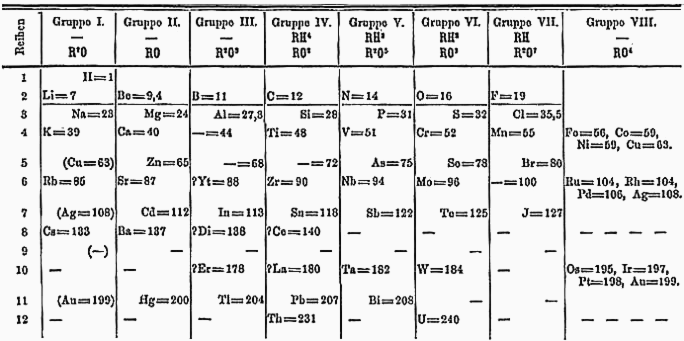
Elementos predichos por Mendeléyev

Los elementos predichos por Mendeléyev son un conjunto de elementos químicos no descubiertos en su momento, cuya existencia y propiedades fueron predichas por el químico ruso Dmitri Mendeléyev, y que fueron más tarde descubiertos e identificados por otros químicos.

## Las predicciones de Mendeléyev
Mendeléyev publicó la segunda tabla periódica de los elementos atómicos en 1869 basándose en las propiedades que aparecían con cierta regularidad ya que dispuso los elementos ordenados, desde el más ligero al más pesado. Cuando Mendeléyev propuso su tabla periódica, señaló deficiencias en la misma, y predijo que debían existir algunos elementos desconocidos con ciertas propiedades adecuadas para llenar esos vacíos.

## Prefijos
Para dar los nombres provisionales de los elementos que predijo, Mendeléiev utilizó los prefijos eka-, dvi- y tri-, de las palabras en sánscrito para decir uno, dos y tres, dependiendo de si el elemento se predijo una, dos o tres lugares más abajo del elemento conocido en su tabla, y con propiedades químicas similares. Por ejemplo, el germanio se llamó eka-silicio hasta su descubrimiento en 1886, y el renio se llamó dvi-manganeso antes de su descubrimiento en 1926.
Se ha especulado que la similitud entre la estructura tabular de uso común para presentar los abugidas del sánscrito y la tabla periódica es lo que llevó a Mendeléyev a utilizar el sánscrito como la base de estos prefijos. En realidad, Mendeléyev había estudiado esa lengua en la universidad de San Petersburgo y esa pudo ser la causa de que prefiriese esos prefijos a los de raíz griega o latina.
A veces el prefijo eka- se utiliza para referirse a algunos de los elementos transuránidos, por ejemplo el nombre eka-plomo para referirse al flerovio, y eka-radón para el oganesón.
Hoy en día, el prefijo eka- (y, más raramente, dvi-) se utiliza a veces en las discusiones acerca de los nuevos elementos aún por descubrir, como el untriennio, elemento de número atómico 139, también conocido como eka-actinio o dvi-lantano.
La práctica oficial actual de la IUPAC es utilizar un nombre sistemático de elemento basado en el número atómico de dicho elemento como nombre provisional, en lugar de basarse en su posición en la tabla periódica como requieren estos prefijos.

## Predicciones originales de 1869-1870
Los cuatro elementos predichos que eran de menor masa atómica que los elementos de las tierras raras, ekaboro (Eb), ekaaluminio (Ea), ekamanganeso (Em), y ekasilicio (Es), demostraron ser buenos predictores de las propiedades del escandio, galio, tecnecio y germanio respectivamente, y cada uno rellenaba el lugar de la tabla periódica asignado por Mendeléiev. Las versiones iniciales de la tabla periódica no daban a los elementos de las tierras raras el tratamiento que ahora se les da, lo que ayuda a explicar el por qué las predicciones de Mendeléiev para estos elementos desconocidos más pesados no fueron tan bien como las predicciones de los cuatro elementos más ligeros, y por qué esas otras predicciones no son tan conocidas o documentadas.
El químico ruso Dmitri Mendeléyev (1834-1907) al crear su tabla periódica apreció que la secuencia periódica no coincidía y dedujo que esta contenía algunos espacios y predijo que estos corresponderían a elementos químicos todavía por descubrir. Para nombrarlos usó tres palabras eslavas (que son idénticas a sus traducciones en sánscrito) a modo de prefijoides:
- eka- (‘uno’ o ‘1’) para indicar el primer elemento debajo de uno conocido. Ejemplos:
  - «ekactinio» (o «dvilantano»), actualmente llamado untriennio
  - «ekaluminio» (Ea), actualmente llamado galio
  - «ekaboro» (Eb), llamado escandio desde su descubrimiento en 1879
  - «ekaiodo», actualmente llamado astato
  - «ekamanganeso» (Em), llamado tecnecio desde su descubrimiento en 1939
  - «ekaplomo», actualmente llamado flerovio
  - «ekarradón», actualmente llamado oganesón y anteriormente ununoctio
  - «ekasilicio» (Es) llamado germanio desde su descubrimiento en 1886
  - «ekatantalio», llamado protactinio desde su descubrimiento en 1917

- dvi- (‘dos’ o ‘2’) para indicar el segundo elemento debajo de uno conocido. Ejemplo:
  - «dvicesio», llamado francio desde su descubrimiento en 1939
  - «dvilantano» (o «ekaactinio»), actualmente llamado untriennio
  - «dvitelurio» (llamado polonio desde su descubrimiento en 1898)

- tri- (‘tres’ o ‘3’) para indicar el tercer elemento debajo de uno conocido.
  - «trimanganeso» (llamado renio desde su descubrimiento en 1925).

### Eka-boro y escandio
El óxido de escandio fue eliminado a fines de 1879 por Lars Fredrick Nilson. Per Teodor Cleve reconoció la correspondencia y lo notificó a Mendeléyev a finales de ese año. Mendeléyev había predicho una masa atómica de 44 para el eka-boro en 1871, mientras que el escandio tiene una masa atómica de 44,955910.

### Eka-aluminio y galio
En 1871 Mendeléiev predijo la existencia de un elemento aún por descubrir que llamó eka-aluminio (debido a su proximidad al aluminio en la tabla periódica). La siguiente tabla compara las propiedades del elemento que Mendeléyev predijo con las características reales del galio (descubierto en 1875).
| Propiedad de         | Ekaaluminio                                                   | Galio                                                          |
| -------------------- | ------------------------------------------------------------- | -------------------------------------------------------------- |
| masa atómica         | 68                                                            | 69.72                                                          |
| densidad (g/cm³)     | 6.0                                                           | 5.904                                                          |
| punto de fusión (°C) | Bajo                                                          | 29.78                                                          |
| fórmula del óxido    | Ea2O3 (densidad - 5.5 g cm−3) ((soluble en álcalis y ácidos)) | Ga2O3 (densidad - 5.88 g cm−3) ((soluble en álcalis y ácidos)) |
| fórmula del cloruro  | Ea2Cl6 (volátil)                                              | Ga2Cl6 (volátil)                                               |

### Eka-manganeso y tecnecio
El tecnecio fue eliminado por Carlo Perrier y Emilio Segrè en 1937, mucho después de la muerte de Mendeléiev, a partir de muestras de molibdeno que habían sido bombardeadas con núcleos de deuterio en un ciclotrón por Ernest Lawrence. Mendeléyev había predicho una masa atómica de 100 para el ekamanganeso en 1871 y el isótopo más estable del tecnecio es el 98Tc.

### Eka-silicio y germanio
El germanio fue aislado en 1886, y proporcionó la mejor confirmación de la teoría hasta ese momento, debido a que comparte propiedades con mayor claridad con sus elementos vecinos que las dos predicciones anteriormente confirmadas de Mendeléiev.
| Propiedad                       | Ekasilicio                  | Germanio                    |
| ------------------------------- | --------------------------- | --------------------------- |
| masa atómica                    | 72                          | 72.61                       |
| densidad (g/cm³)                | 5.5                         | 5.35                        |
| punto de fusión (°C)            | alto                        | 947                         |
| color                           | gris                        | gris                        |
| tipo de óxido                   | dióxido de tipo refractario | dióxido de tipo refractario |
| densidad del óxido (g/cm³)      | 4.7                         | 4.7                         |
| actividad del óxido             | débilmente básico           | débilmente básico           |
| punto de ebullición del cloruro | menor de 100 °C             | 86 °C (GeCl4)               |
| densidad de cloruro (g/cm³)     | 1.9                         | 1.9                         |

## Predicciones de 1871
La existencia de un elemento entre el torio y el uranio fue predicha por Mendeléyev en 1871. En 1900, William Crookes aisló el protactinio como un material radiactivo procedente del uranio que no pudo identificar. Los diferentes isótopos del protactinio se identificaron en Alemania en 1913 y en 1918, pero el nombre protactinio no se le dio hasta 1948.
En la tabla de 1869, Mendeléyev había predicho implícitamente un análogo más pesado del titanio y del circonio, pero en 1871 puso al lantano en ese lugar. El descubrimiento del hafnio en 1923 validó la predicción original de Mendeléyev en 1869.

## Predicciones posteriores de nuevos elementos: el coronio y otros

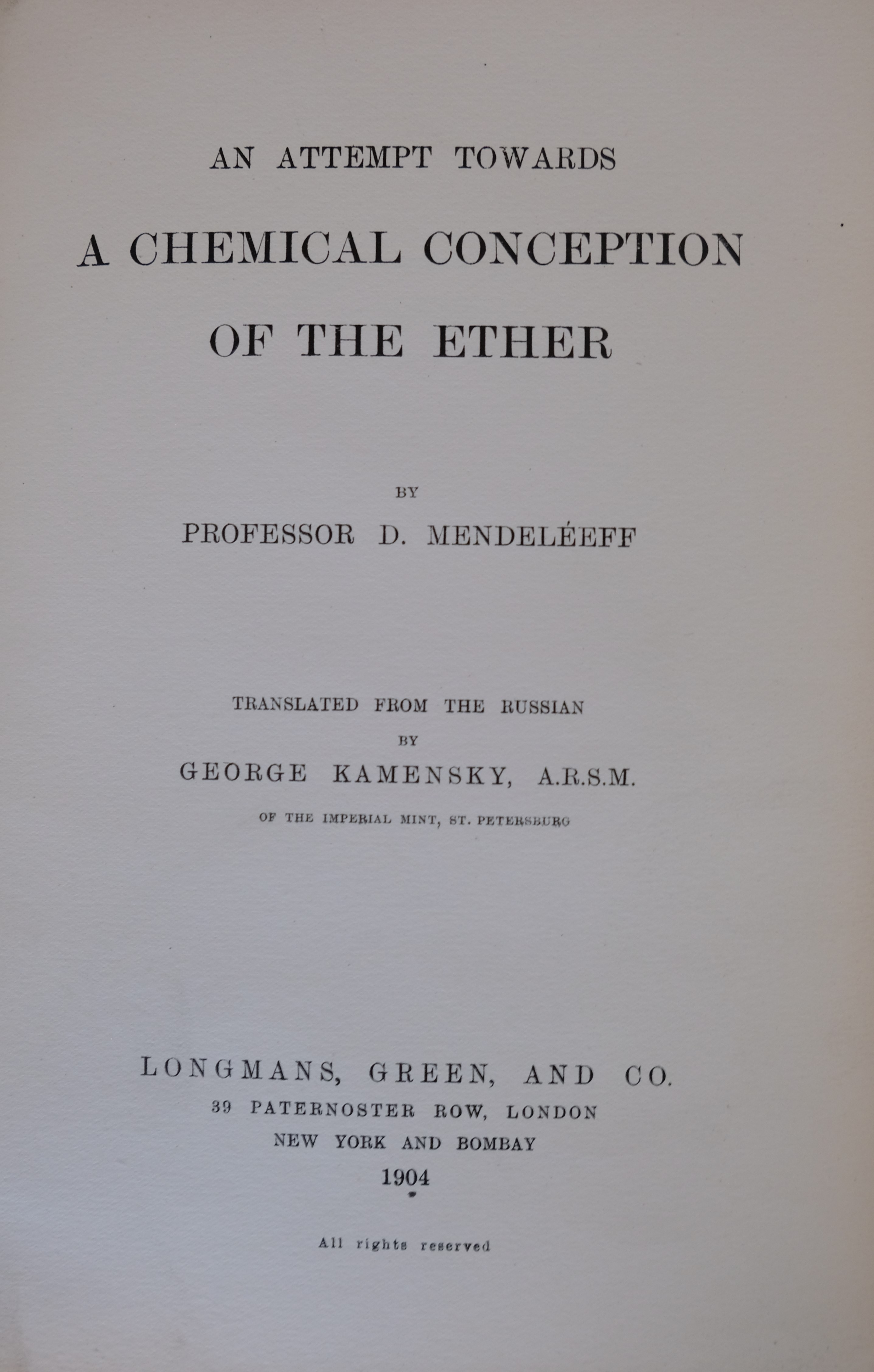
Libro de Dmitri Mendeléyev Una Concepción Química del Éter

En 1902, tras aceptar la existencia de los elementos helio y argón, Mendeléyev colocó estos gases nobles en el Grupo 0 (hoy llamado grupo 18) en su disposición tabular de los elementos. Como Mendeléyev dudaba que la teoría atómica pudiera explicar la Ley de las proporciones definidas, no tenía una razón a priori para creer que el hidrógeno era el más ligero de los elementos, y sugirió que un miembro hipotético más ligero de estos elementos químicamente inerte del grupo 0 podría ser detectado en el futuro y sería responsable de la radiactividad.
El más pesado de los elementos hipotéticos proto-helio fue identificado por Mendeléyev con el coronio, nombrado por asociación con una línea espectral no explicada del espectro de la corona solar. Una calibración defectuosa dio una longitud de onda de 531.68 nm, que se corrigió con el tiempo a 530,3 nm, que Grotrian y Edlen identificaron como procedentes del Fe XIV en 1939.
Al más ligero de los gases del Grupo Cero, el primero en la tabla periódica, se le asignó una masa atómica teórica comprendida entre 5,3 x 10-11 y 9,6 x 10-7. La velocidad cinética de este gas fue calculada por Mendeléyev y valdría 2.500.000 metros por segundo. Casi sin masa, Mendeléyev asumió que estos gases impregnaban toda la materia, y rara vez interactúan químicamente. La alta movilidad y masa muy pequeña de los gases de trans-hidrógeno daría lugar a la situación, de que podría estar muy enrarecidos, pero todavía parecerían ser muy densos.
Mendeléyev estaba tan seguro de que estos elementos atómicos se descubrirían, que los incluyó en las publicaciones posteriores de la tabla periódica, aunque no había evidencia física de su existencia disponible en el momento.
Mendeléiev publicó más tarde una expresión teórica del éter, que satisfacía muchas de las contradicciones que existían en la física de ese momento, en un pequeño libro titulado Una Concepción Química del Éter, en 1904. Su publicación de 1904 de nuevo contenía dos elementos atómicos más pequeños y más ligeros que el hidrógeno. Se trataba del "gas de éter", una atmósfera interestelar compuesto de al menos dos elementos más ligeros que el hidrógeno. Afirmó que estos gases se originaban debido a los violentos bombardeos en el interior de las estrellas, siendo el sol la fuente más prolífica de esos gases. Según esta publicación de Mendeléyev, ese ambiente interestelar estaba probablemente compuesto por varias especies elementales adicionales.